# رونالد لوی
رونالد لوی (انگلیسی: Ronald Levy؛ زادهٔ ۶ دسامبر ۱۹۴۱) یک دانشمند، پژوهش‌گر و پزشک اهل ایالات متحده آمریکا است.
تخصص او در زمینهٔ سرطان‌شناسی و بیماری لنفوم از جمله لنفوم هاجکین، لنفوم غیر هاجکین و لنفوم بورکیت است.
پژوهش‌های وی نشان داده که چگونه دستگاه ایمنی را می‌توان برای درمان لنفوم بکار گرفت. کارهای او همچنین باعث شد تا دانشمندان دریابند که می‌توان آنتی‌بادی‌های بدن را، به‌عنوان یک دارویِ ضدسرطانِ برای هر شخص، به‌طور مجزا و مخصوص، ایجاد کرده و بکار گرفت. علاوه بر این، تحقیقات وی منجر به کشف و تولید داروی ریتوکسی‌مب شد که اینک به‌طور گسترده در درمان لنفوم بکار می‌رود.